# Паша-Кола (Дашт-е Сар)
Паша-Кола (перс. پاشاكلا) — село в Ірані, у дегестані Дашт-е Сар, у бахші Дабудашт, шагрестані Амоль остану Мазендеран. За даними перепису 2006 року, його населення становило 1399 осіб, що проживали у складі 370 сімей.

## Клімат
Середня річна температура становить 16,82°C, середня максимальна – 30,87°C, а середня мінімальна – 3,65°C. Середня річна кількість опадів – 838 мм.
| Клімат поселення                              | Клімат поселення | Клімат поселення | Клімат поселення | Клімат поселення | Клімат поселення | Клімат поселення | Клімат поселення | Клімат поселення | Клімат поселення | Клімат поселення | Клімат поселення | Клімат поселення | Клімат поселення |
| Показник                                      | Січ.             | Лют.             | Бер.             | Квіт.            | Трав.            | Черв.            | Лип.             | Серп.            | Вер.             | Жовт.            | Лист.            | Груд.            |                  |
| Середній максимум, °C                         | 10,88            | 11,42            | 13,94            | 19,78            | 23,69            | 27,38            | 30,73            | 30,87            | 28,24            | 23,52            | 18,08            | 13,81            |                  |
| Середня температура, °C                       | 7,27             | 7,80             | 10,31            | 16,15            | 20,08            | 23,76            | 25,92            | 26,07            | 23,42            | 18,72            | 13,28            | 9,02             |                  |
| Середній мінімум, °C                          | 3,65             | 4,19             | 6,70             | 12,54            | 16,47            | 20,15            | 21,13            | 21,27            | 18,62            | 13,92            | 8,48             | 4,20             |                  |
| Норма опадів, мм                              | 90               | 69               | 60               | 30               | 26               | 23               | 22               | 48               | 90               | 145              | 124              | 111              |                  |
| Середньомісячна швидкість вітру, м/с          | 1.94             | 2.42             | 2.50             | 2.41             | 2.33             | 2.48             | 2.59             | 2.18             | 2.00             | 1.90             | 1.89             | 1.92             |                  |
| Середньомісячна сонячна радіація, кДж/м²·день | 8378             | 10536            | 12573            | 15872            | 19837            | 21657            | 21604            | 18993            | 15546            | 12151            | 9680             | 7901             |                  |
| --------------------------------------------- | ---------------- | ---------------- | ---------------- | ---------------- | ---------------- | ---------------- | ---------------- | ---------------- | ---------------- | ---------------- | ---------------- | ---------------- | ---------------- |
| Джерело:                                      |                  |                  |                  |                  |                  |                  |                  |                  |                  |                  |                  |                  |                  |